# Емануела Ковач
Емануела Симеонова Ковач е българска художничка-графичка и университетски преподавател.

## Биография
Родена е в София на 4 ноември 1967 година. Завършва средно образование в Tехникума по текстил, специалност „Художествено оформяне на текстилни плоскостни изделия“. През 2003 година се дипломира в специалност „Графика“ в Националната художествена академия. От 2004 г. е преподавател в НХА в същата специалност.
Участва в множество кураторски проекти, общи художествени изложби и графични форуми. Автор е на десетки самостоятелни проекти и изложби, сред които:
- 2007 – „Състояния“, Страсбург
- 2012 – „Национални есенни изложби“, Пловдив
- 2013 – „Една любовна изложба“, София
- 2016 – „Black & White“, Ниш.[2]
- 2017 – „49 +“, Плевен[3]

## Награди
Емануела Ковач е носителка на международни награди и отличия, сред които:
- 2007 – Награди за съвременно изкуство М-тел 2007 – Номинация
- 2009 – Международно графично трианале, Минск, Беларус – Награда за технически постижения
- 2009 – Международно биенале на графиката – Варна – II награда
- 2010 – Национална награда за графика на „Алианц“ в България,[2]
- 2020 – Награда за графика на името на Тодор Атанасов в биеналето „Приятели на морето“, Бургас, България.[4]